# Bookcrossing
BookCrossing o BC (pronunciado becé) es la práctica de dejar libros en lugares públicos para que los recojan otros lectores, que después harán lo mismo. La idea es liberar libros "en la jungla" para que sean encontrados por otras personas.

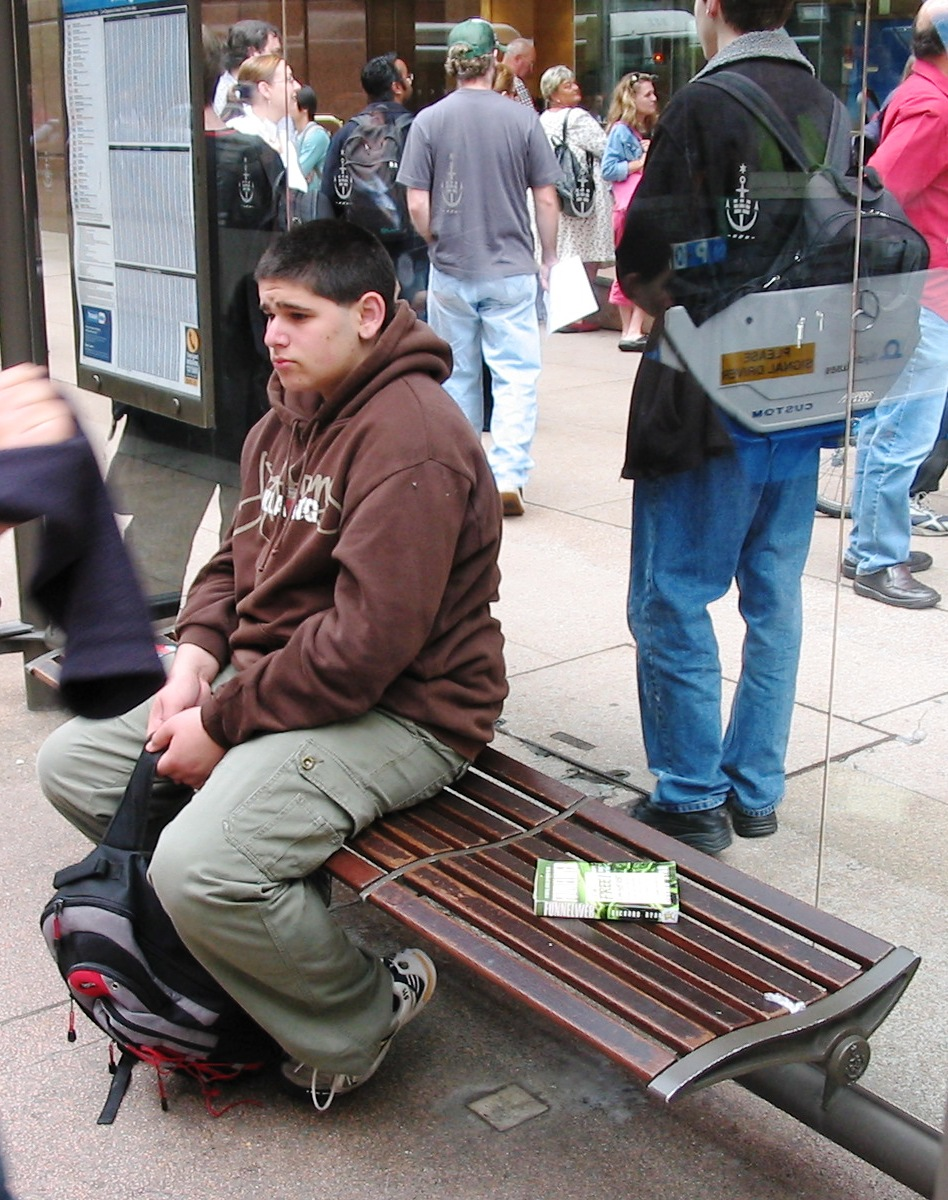
Libro liberado en una parada de autobús.

Si alguien decide liberar un libro vía BookCrossing, tendrá que registrarlo para conseguir un BCID (número de identificación de BookCrossing) que será lo que identifique ese ejemplar concreto en la base de datos del sistema. Ese número de registro lo lleva el libro escrito, directamente en el interior de la cubierta, o bien en una etiqueta en la que se pide a la persona que lo encuentre que entre en la web de BookCrossing y escriba un pequeño apunte para notificar el hallazgo, y finalmente que suelte de nuevo el libro una vez lo haya terminado.
Pertenecer a BookCrossing es gratuito, pero se aceptan donaciones para mantener los servidores sin recurrir a las ventanas emergentes de publicidad en el sitio web. Existe una sección con una serie de objetos con el logo de BookCrossing a la venta y quienes los compran reciben unas alas simbólicas a los lados del nombre con el que participan en el sitio web, más ciertas ventajas (principalmente que al navegar por las páginas de BC no aparezcan los anuncios estáticos que sí tienen los miembros "sin alas").

## Historia
El estadounidense Ron Hornbaker concibió la idea de Bookcrossing en marzo del 2001 inspirado por Where's George?, una web para seguir el recorrido de billetes. La web de Bookcrossing fue lanzada alrededor de un mes después, el 17 de abril del 2001. Se ha desarrollado como un movimiento global, que en 2009 cuenta con más de 750.000 miembros en todo el mundo y más cinco millones de libros registrados en su base de datos. Desde agosto del 2004, el Concise Oxford Dictionary recoge la palabra "bookcrossing", dando la definición que está escrita al principio de este artículo.

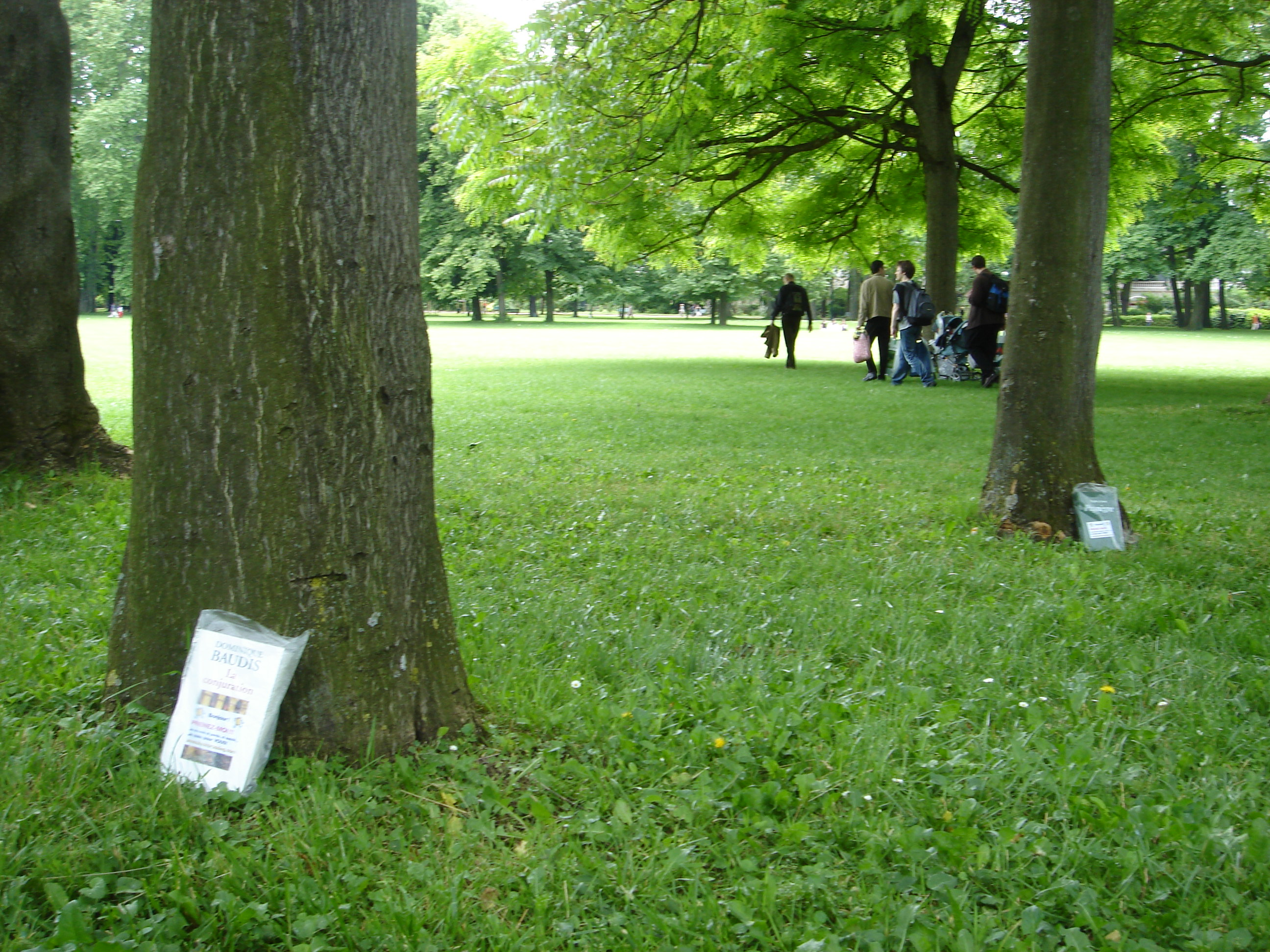
Bookcrossing en Francia.

## Proceso

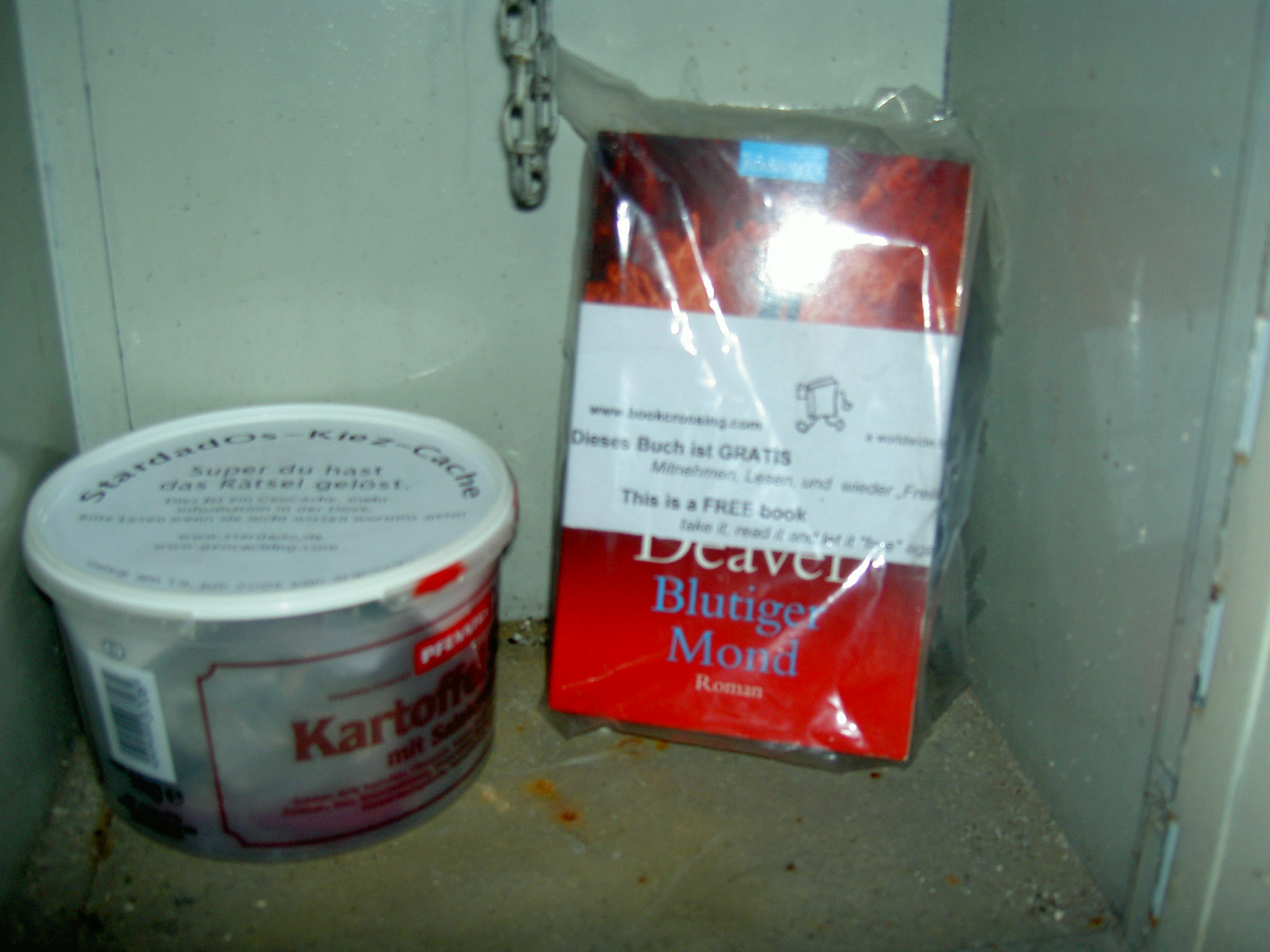
Libro bookcrossing y geocache.

La persona que encuentra un libro BC puede notificarlo anónimamente y también puede, si lo desea, darse de alta en la web. Para participar liberando libros es necesario darse de alta (cosa que siempre se hace bajo seudónimo).
Una vez dado de alta, podrá a su vez registrar los libros que desee en la base de datos de Bookcrossing. Cuando se registra un libro, a este se le asigna un número, como se ha descrito anteriormente. Lo más habitual es que el futuro liberalibros pegue una etiqueta al libro, en la que debe figurar el número de registro (BCID) e información sobre BookCrossing. El liberador podrá seguir el viaje de su libro "en la jungla" y leer las opiniones de la gente que ha encontrado el libro, siempre que las personas que lo vayan encontrando lo reporten a la web de BookCrossing.

## En torno a la idea de BookCrossing
El contacto entre los miembros de BookCrossing (llamados informalmente beceros) se lleva a cabo mediante foros en la web, listas de correo (algunos países tienen listas de correo propias, además de la lista internacional), un banco de datos de peticiones (lista de deseos) paralelo a la web principal, encuentros locales (normalmente una vez al mes), encuentros nacionales y convenciones internacionales (la última en Londres).
Han surgido diferentes maneras de cambiarse libros entre los participantes. Existen, entre otras:
- Cambios: Cuando un participante intercambia libros con otro miembro.
- (RABCKs) Random Acts of BookCrossing Kindness (Actos aleatorios de bondad de Bookcrossing): Cuando un libro es enviado a otro miembro de Bookcrossing sin que se espere recibir otro libro a cambio.
- Bookrays (lista de intercambio) y Bookrings (círculo de intercambio): Un grupo de personas se "suscriben" a un libro en internet y el libro va pasando de un participante a otro de la lista (bien por correo o en mano). La única diferencia es que los en los círculos vuelven a su dueño original mientras que en las listas no. En este caso, el último de la lista que reciba el libro tiene la opción de liberarlo o de organizar otro círculo o lista.
- Bookboxes (cajas de libros): Las cajas suelen estar organizadas por temas o géneros y cada participante puede sacar de ellas los libros que le interesen, siempre sustituyéndolos por igual número de libros afines.

Cuando alguien envía un libro a un conocido, debe registrarlo como Controlled Release o Liberación controlada, para diferenciarlo de una liberación que se realiza en cualquier lugar.
Las Zonas Oficiales de BookCrossing, que también pueden llamarse de cruce o ZOBC, suelen situarse en lugares como las cafeterías Starbucks, restaurantes u otro tipo de negocio accesible al público. En las ZOBC hay estanterías puestas por los participantes para liberar libros y facilitar la caza de los mismos.

## España
Los encuentros nacionales españoles han sido:
- 2004: Zaragoza
- 2005: Santander
- 2006: Sevilla
- 2007: Barcelona
- 2008: Madrid
- 2009: Ciudad Real
- 2010: Santander
- 2011: Valladolid
- 2012: Salamanca
- 2017: Lugo
- 2018: Mérida
- 2019: Barcelona

En España funcionan además una serie de cajas de libros virtuales, en las que solo se desplazan físicamente —por correo o entregados en mano— los libros que solicita cada participante, ofreciendo otros a cambio. Resulta parecido a Bookrelay, que se describe más abajo.

## Controversia
En 2003, BookCrossing fue criticado por la autora Jessica Adams que decía que los libros estaban siendo "devaluados" por la web de BookCrossing por bajar las ventas de los libros y, por tanto, la reducción de derechos de autor que constituyen la remuneración de sus autores. La mayoría de los participantes de BookCrossing cuestionan esta idea. Opinan más bien que la web (y, especialmente, los foros) anima a los lectores a descubrir a autores y géneros que no habían leído antes, que la web consigue enganchar a más gente a la afición de la lectura, y que hay incluso algunos miembros de BC que, cuando leen un libro que les gusta, compran más ejemplares para distribuirlos a través de BookCrossing o que, después de leer un libro en un círculo de intercambio, se compran su propio ejemplar.

## Sistemas relacionados
Nuevas variantes de BookCrossing son Postcrossing, CDCrossing, DiscCrossing o Bike Crossing.
Otro concepto es BookRelay. A través de este, los miembros envían libros que han leído a otra persona que los ha pedido y ellos piden otro libro que les gustaría leer. Como un relevo, los libros intercambian propietarios a través de correo pero no liberándolos.
PhotoTag es la idea en la cual se basa BookCrossing. La diferencia es que PhotoTag usa cámaras descartables y es pasada a amigos o extraños y una vez usada vuelve al dueño original. Las fotos son luego subidas a la web de PhotoTag.
Geocaching es un sistema similar que utiliza Sistemas de Posicionamiento Global e Internet para guiar a los usuarios a una caza de "tesoros". Algunos miembros fusionan los dos sistemas y hay libros de BookCrossing que se colocan en Geocaches.
EuroBillTracker es un sistema similar que sigue los pasos de los billetes de euro, a lo largo de su circulación por toda Europa. Existe un sistema parecido para seguir billetes de Dólar estadounidense, denominado Where's George?. 
Bike Crossing es la práctica de arreglar bicicletas usadas ( de cualquier tamaño y para cualquier edad ) que ya no se necesitan y liberarlas en sitios públicos para que usuarios con menos recursos las cojan para utilizaras el tiempo que necesiten. No existe seguimiento de las Bicicletas liberadas, pero si un usuario ya no la necesita la puede volver a dejar donde la encontró.
Las bibliotecas libres de Alemania, Austria y Suiza son un sistema de libre préstamo e intercambio de libros mediante la instalación de bibliotecas en la vía pública, de acceso no regulado.